# Santa Ana del Conde
 (juillet 2025).
 (juin 2025).
Santa Ana del Conde est une localité mexicaine de la commune de León dans le Guanajuato. Avec 3 823 habitants, elle est la cinquième localité la plus peuplée de la commune. Elle fait partie de la zone métropolitaine de León.

## Localisation
Il est placé à une altitude de 1,790 mètres sur le niveau de la mer, la distance qui la sépare de la ville de León est d'environ 10 kilomètres au Sud-Est, sa principale voie de communication est une route secondaire qui le communique avec la Route Fédérale 45 dans les proximités de León.

## Histoire
Santa Ana del Conde a eu son origine dans une propriété agricole à partir de laquelle s'est développé la population, le principal événement historique qui s'y est produit a été la Bataille de Sainte Ana du Conde entre les forces villistes et constitutionalistes lors de la Révolution Mexicaine et qui a été l'une des séries de grandes batailles livrées dans le Bajío par les forces de Francisco Villa et d'Álvaro Obregón et dont l'affrontement le plus important a été la Bataille de Celaya. À Santa Ana del Conde, le 3 juin 1915, Álvaro Obregón se préparait pour la bataille, lorsque la position dans laquelle il se trouvait reçut une attaque surprise à la grenade par les Villistas qui blessa grièvement Obregón et lui causa la perte de son bras droit.
En honneur à ce fait la population a été rebaptisée Álvaro Obregón (Santa Ana del Conde) en 1980.

## Démographie
Selon les résultats du Conteo de Population et Logement de 2005 réalisé par l'Institut National de Statistique et Géographie, la population totale de Sainte Ana du Conde est de 3 022 personnes, dont 1 533 hommes et 1 489 femmes.